# St. Michael (Stadtsteinach)

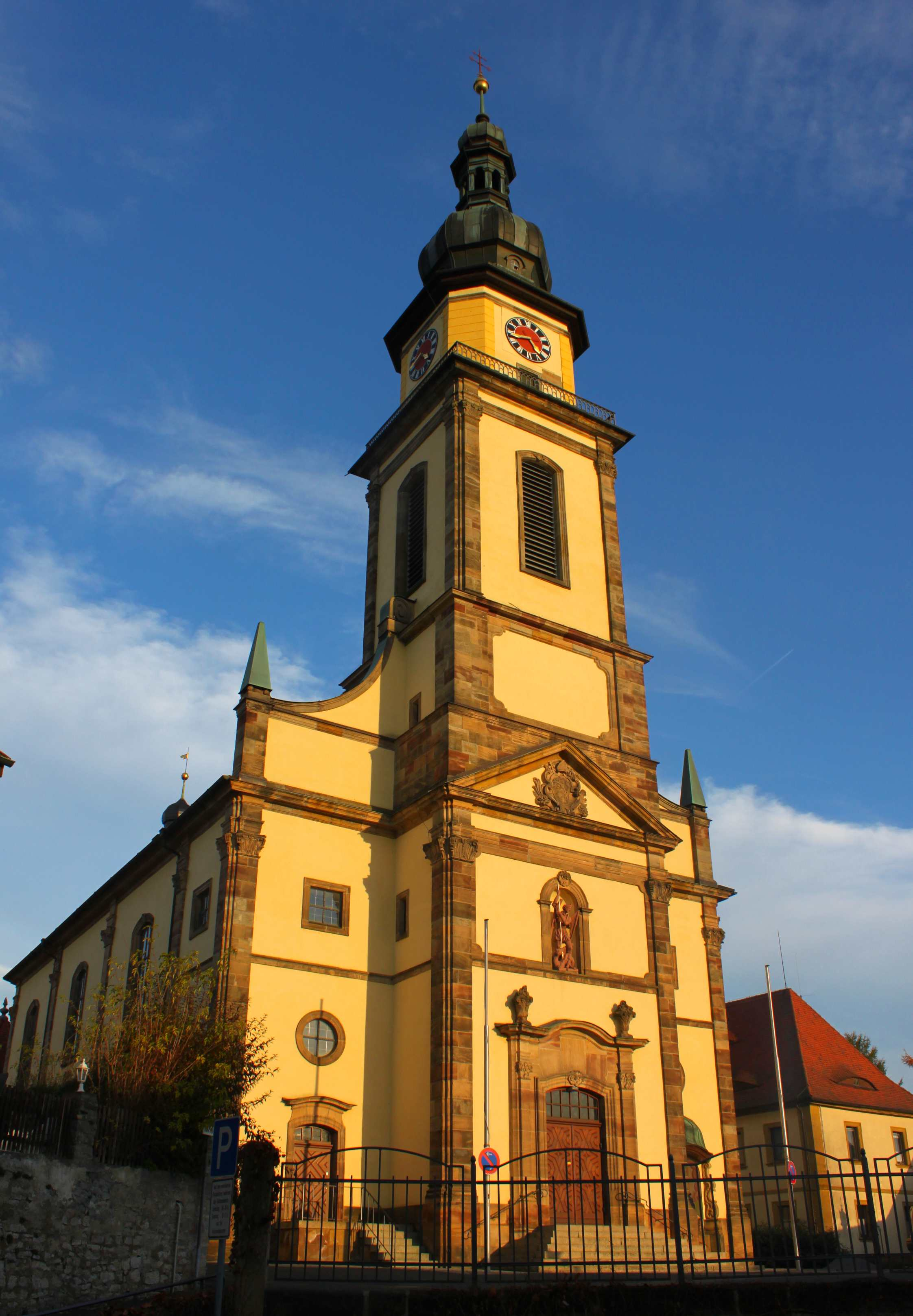
Pfarrkirche St. Michael

Die Kirche Sankt Michael ist eine denkmalgeschützte römisch-katholische Kirche. Sie befindet sich in der Stadt Stadtsteinach im oberfränkischen Landkreis Kulmbach.

## Geschichte
1306 wurde die Pfarrkirche zum ersten Mal urkundlich erwähnt. Im Jahr 1463 wurde die Kirche im Ersten Markgrafenkrieg zerstört. Als Nachfolgebau wurde ab 1464 eine spätgotische Hallenkirche errichtet. Im Zweiten Markgrafenkrieg brannte sie infolge von Brandstiftung teilweise aus. Nach dem Wiederaufbau wurde die Kirche im Dreißigjährigen Krieg wiederum gänzlich zerstört.
Durch die Notlage der Bevölkerung konnte die Kirche nur zögerlich wiederhergestellt werden. Um 1700 wurde sie erneut mit Altären ausgestattet. Reichliche finanzielle Unterstützung erfolgte um das Jahr 1729 durch die Prinzessin Christina Sophia Wilhelmina von Brandenburg. 
Im Jahr 1772 musste die Kirche aufgrund des künstlerischen Stilwandels einem reinen Rokokobau weichen. Dieser wurde im Jahr 1785 feierlich eingeweiht. Im 19. Jahrhundert wurden die Einrichtung und die Orgel dem neuen Zeitgeschmack angepasst.
Am 26. Februar 1903 brannte die Kirche vermutlich wegen Brandstiftung durch zündelnde Kinder ab. Mit der Initiative von Pfarrer Schmitt (1892–1916) wurde nach Plänen von Josef Schmitz und unter der Bauleitung von Th. Vonwerden aus Nürnberg eine Kirche im Stile des Neurokoko erbaut. Durch die Stilähnlichkeit war es möglich, die Mauerreste der alten Kirche wiederzuverwenden. 1905 wurde der Rohbau beendet. Am 14. September 1905 wurden die vier neuen Glocken angeliefert. Die Kirche wurde am 7. November 1905 von Friedrich Philipp von Abert geweiht. 
Für die Innenausstattung wurde ein Wettbewerb ausgeschrieben. Zur Ausführung kamen Pläne des Architekten Anton Bachmann aus München. Durch den Ausbruch des Ersten Weltkrieges konnte 1912 nur der Hochaltar errichtet werden. Erst im Jahr 1923 konnten die restlichen  Ausstattungsgegenstände hinzugefügt werden. Am 5. Mai 1942 mussten drei Glocken zu Rüstungszwecken abgegeben werden; das Geläut wurde durch eine Schallkonserve ersetzt. Die Glocken wurden 1947 unbeschädigt zurückgebracht.

## Ausstattung

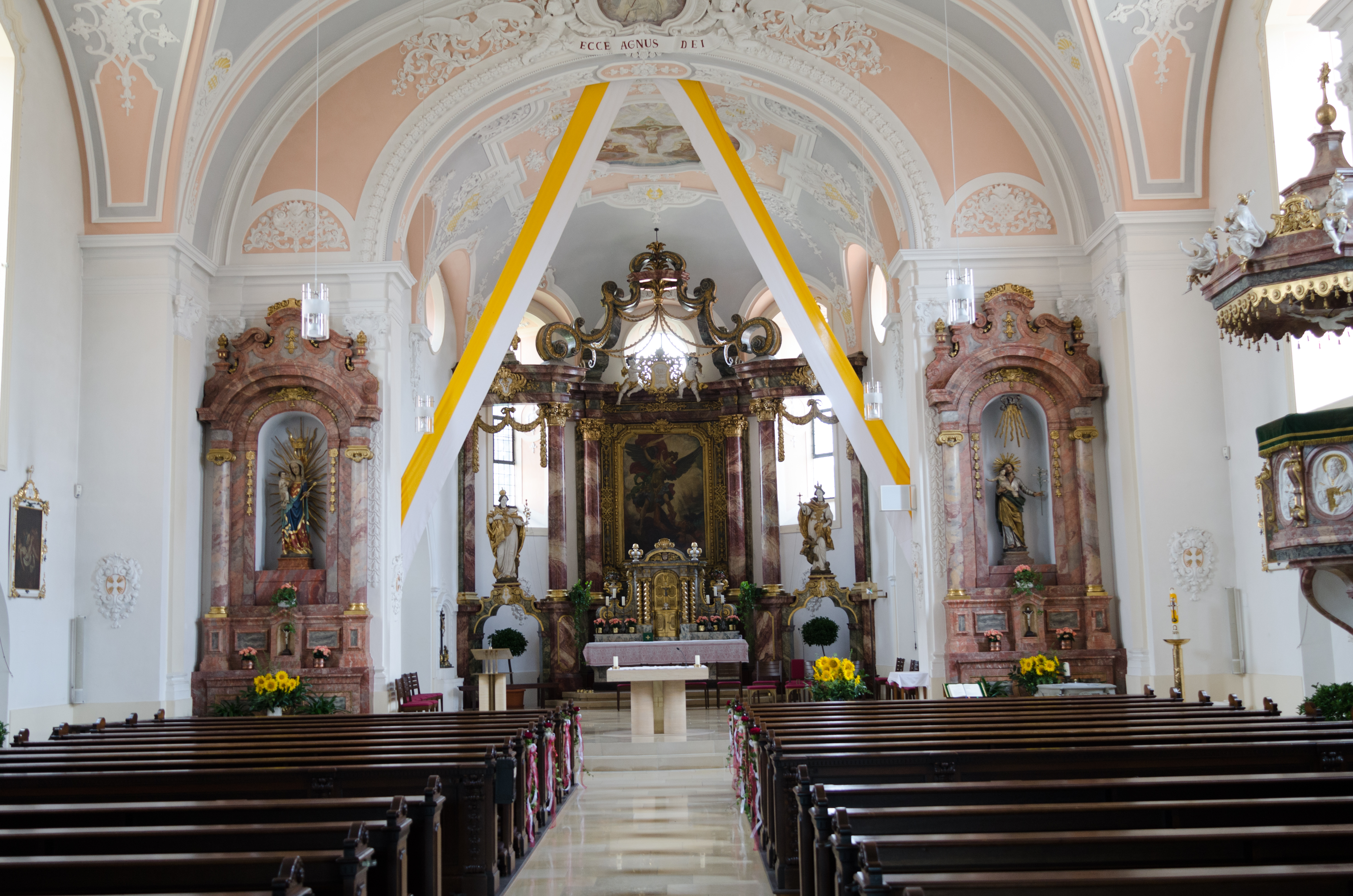
Innenraum

Die Kirche wurde mit neuen, aber auch mit Gegenständen aus der Vorgängerkirche ausgestattet. Der Hochaltar aus dem Jahr 1912 ist ein Holzaufbau und stilistisch an den Hochaltar der Wallfahrtskirche Marienweiher angelehnt. Er wurde von der Firma Schoyerer aus Cham ausgeführt. Auf dem linken Seitenaltar steht eine Nachbildung einer gotischen Madonna aus dem Jahr 1972, auf dem rechten Seitenaltar eine barocke Statue des heiligen Josef, gefertigt um 1750/1760. 
Das dreiteilige Deckengemälde schuf Hans Bayerlein 1936. Den Kreuzweg bilden Tafelbilder von 1779 mit dazu passenden Rokokorahmen. Verteilt im Kirchenraum sind Statuen und Kreuzgruppen aus der Barockzeit. In der Taufkapelle stellt ein Hochrelief aus dem frühen 17. Jahrhundert die Grablegung Christi dar  Neben Statuen aus dem 20. Jahrhundert stehen Symbolstäbe aus der zweiten Hälfte des 18. Jahrhunderts. Außerhalb der Kirche befindet sich ein Ölberg aus dem 17. Jahrhundert.

## Orgel

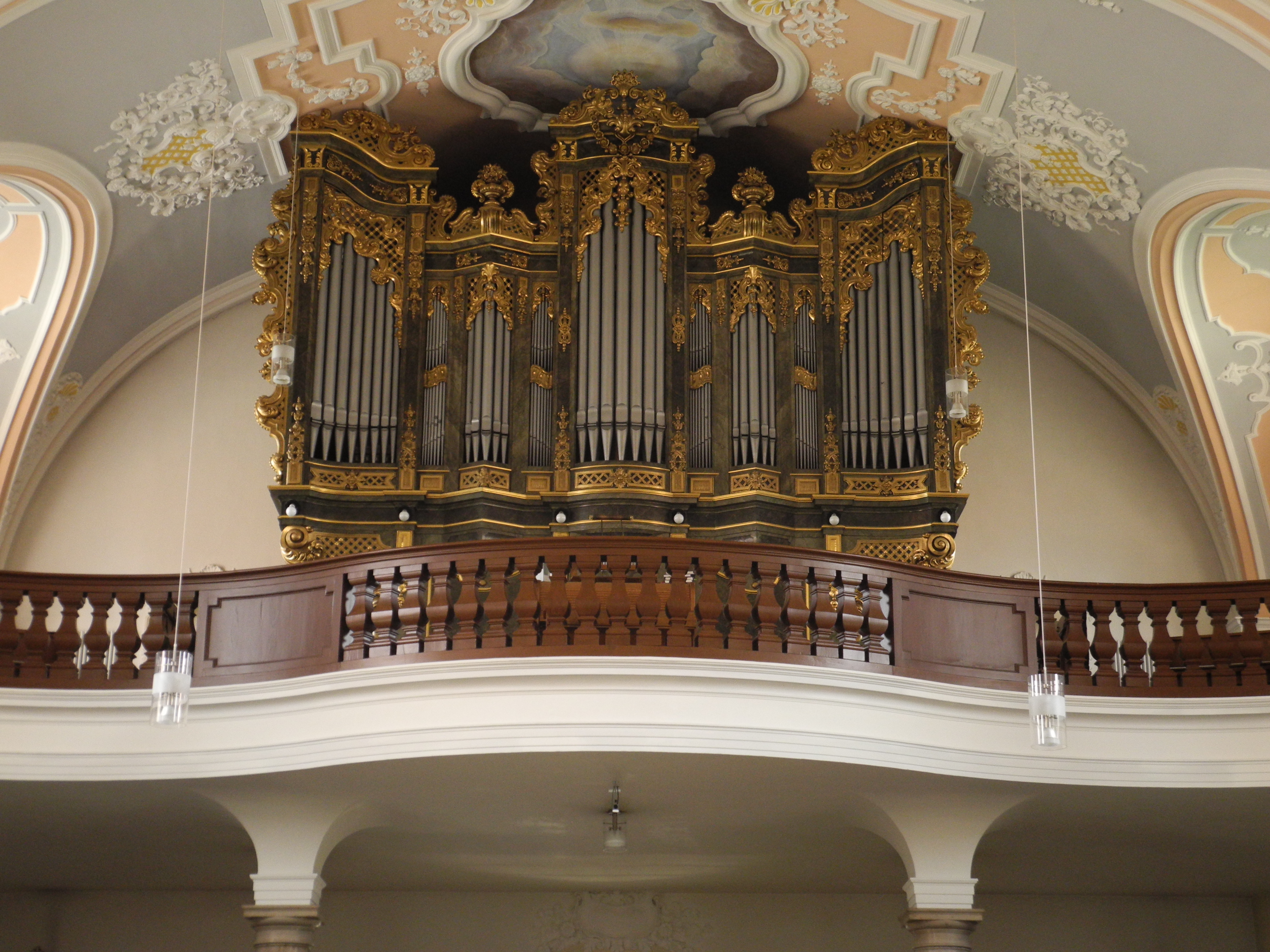
Orgel

Die Strebel-Orgel und der Orgelprospekt wurden 1911, basierend auf den Plänen von Anton Bachmann, von der Orgelbauanstalt Johannes Strebel errichtet. Die Orgel umfasste zwei Manuale und Pedal, mit pneumatischer Traktur. Die Orgel erfuhr 1960 einen Klangumbau sowie die Umstellung auf elektro-pneumatische Traktur durch die Firma Dietmann, Lichtenfels, sie hat 28 klingende Register.

## Glocken
Die vier Glocken wurden von der Firma Lotter aus Bamberg gegossen. Sie haben des1, f1, as1 und b1 als Schlagtöne.

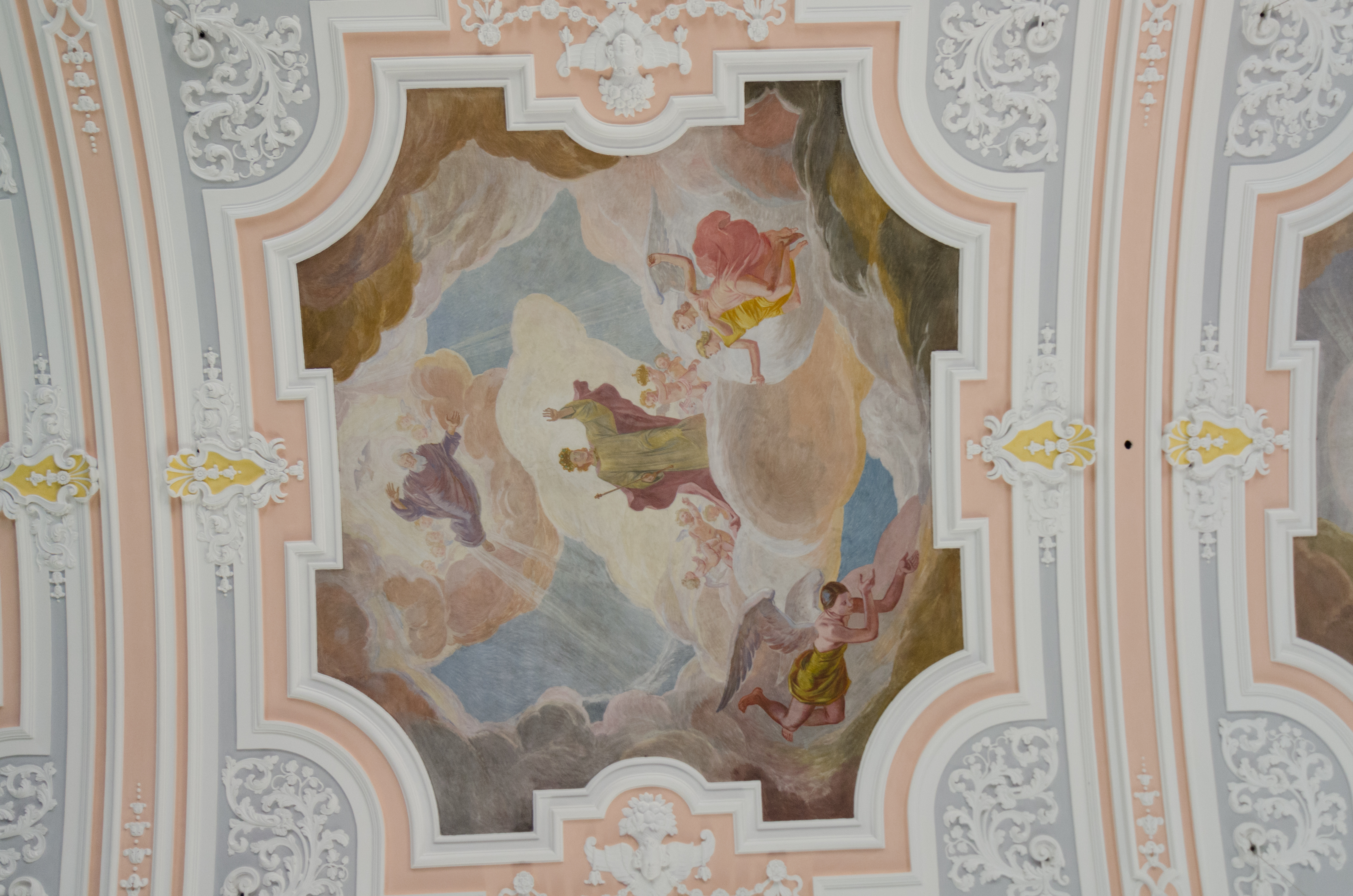
Deckengemälde
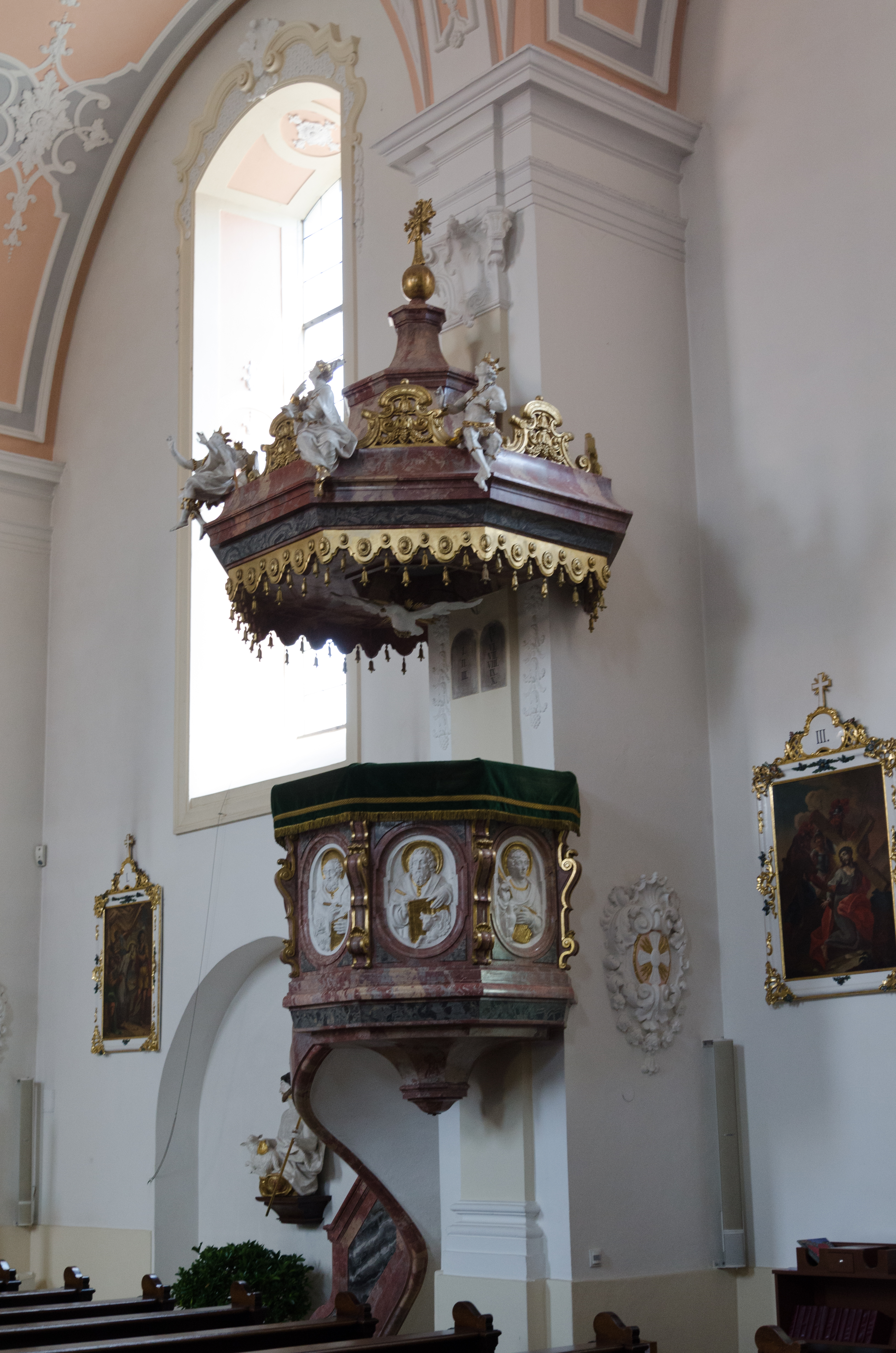
Kanzel
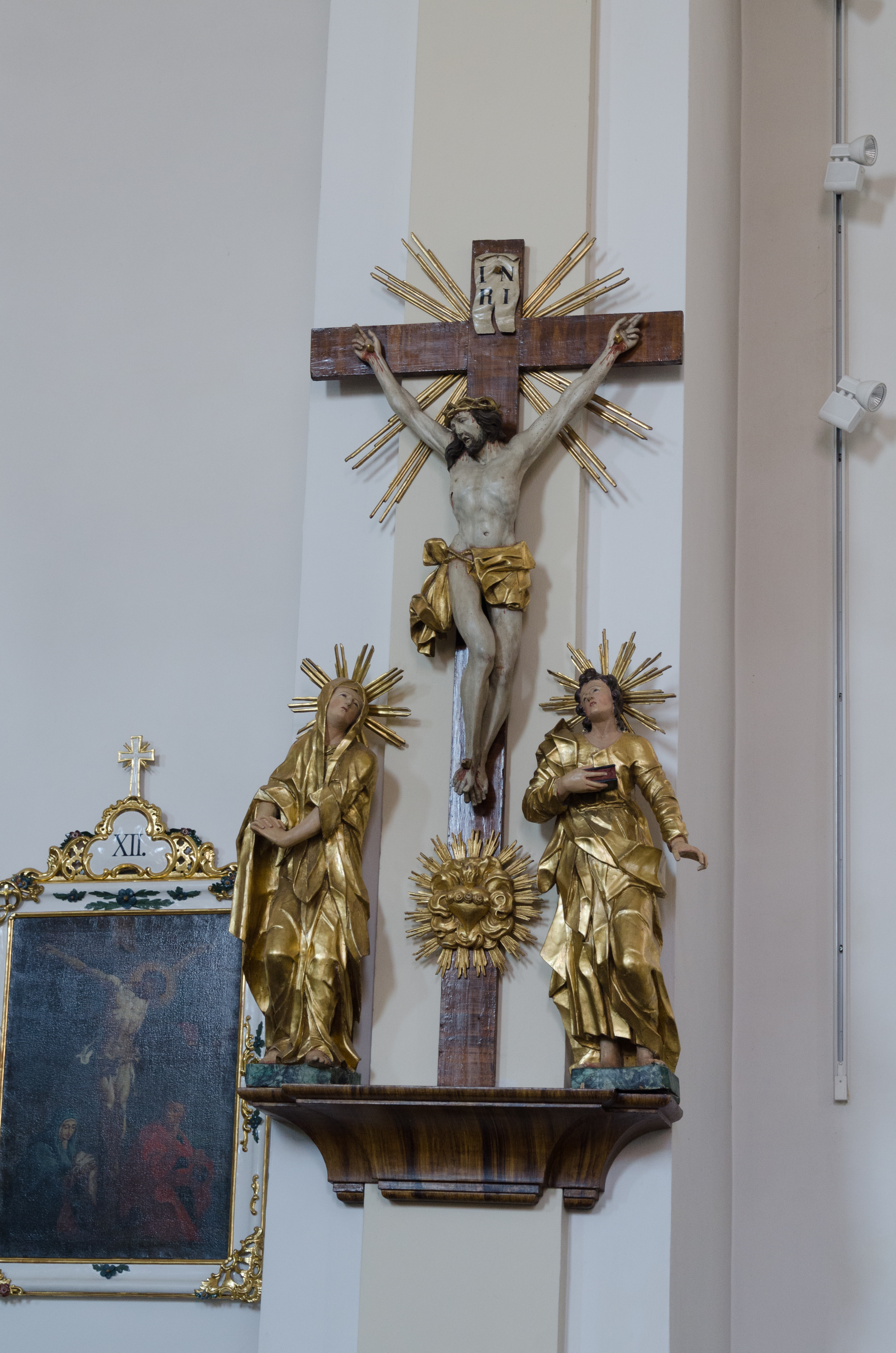
Kreuzgruppe
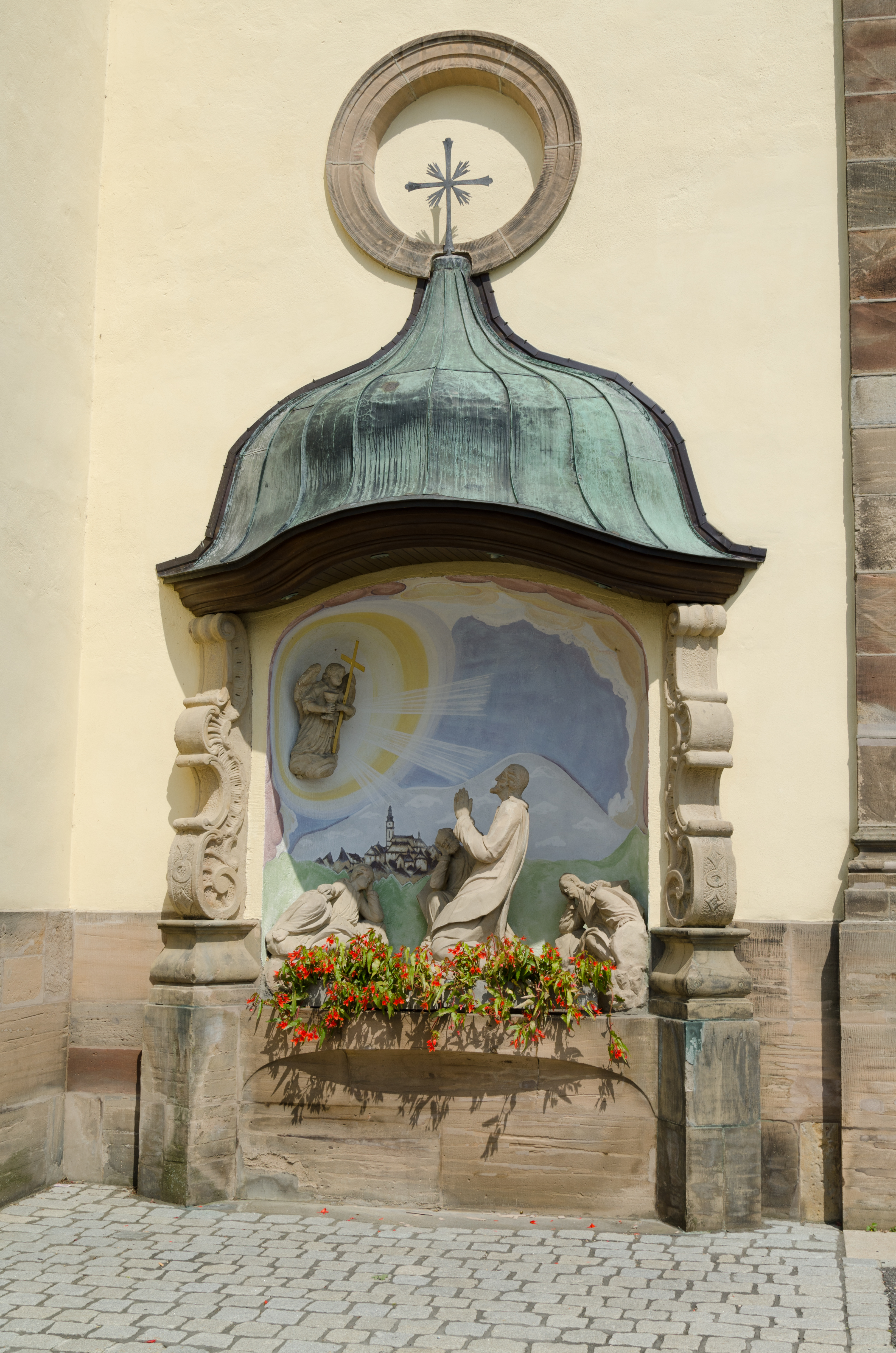
Ölbergdarstellung